# 王士性
王士性（1547年—1598年），字恒叔，號太初，浙江台州府臨海縣人，民籍，明朝政治人物。

## 生平
嘉靖二十六年（1547年）出生，常自稱天台人。万历元年（1573年）中癸酉科浙江乡试第十五名举人。萬曆五年（1577年）登三甲進士，授朗陵（今河南确山）知县。萬曆十一年八月，任礼科给事中，弹劾应元巡抚郭思极，稱其科场作弊，取中张居正之子張懋修，后典試四川。万历十三年（1585年）母去世，丁忧三年。万历十六年（1588年）三月复除礼科给事中，九月迁吏科右给事中，不久因触犯皇帝，被派往外官，四月出为四川布政司右参议，十七年四月调任广西，升云南副使，十九年七月调任河南提学副使，二十年十二月升山东督粮左参政。二十二年三月升太仆寺少卿，管京营，二十三年七月晉都察院右僉都御史、巡撫河南，因力辭触怒神宗，遂改南京鴻臚寺正卿，一生喜游历，漫游名山，旅途中寫了許多筆記，他還在张家渡象鼻岩创建白象书院。萬曆二十六年卒於鸿胪卿任上。

## 著作
有《廣志繹》、《五嶽遊草》、《廣遊志》等，今被輯成《王士性地理書三種》。

## 家族
曾祖王明；祖父王誾；父王宗果，曾任王府典膳。母林氏。具庆下。弟王士崧（贡士）、王士琦（贡士）、王士恂。